# الغزو المغولي للشام

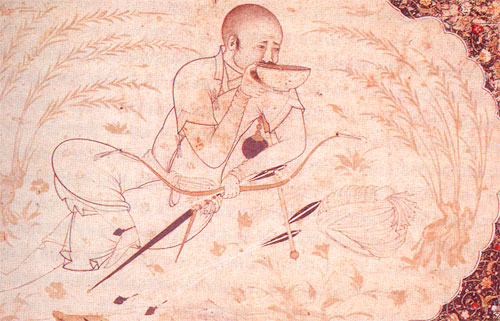
هولاكو غزا سوريا سنة 1259.

غزو سوريا سنة 1259 هو غزو المغول لسوريا بقيادة هولاكو سنة 1259 - 1260م. بعد ما استولى المغول على بغداد سنة 1258 ذهبت جيوشهم إلى سوريا واستولت على مدنها.

## الوقائع
خلال سنة 1258 استولى هولاكو على بغداد وقضى على الخلافة العباسية، وسنة 1259 ذهب إلى ماردين وبعد ذلك حاصر ميافارقين. الناصر يوسف حاكم دمشق بعث ابنه الملك العزيز لهولاكو بهدايا ليرضيه ويستعطفه ويساعده في الاستيلاء على مصر، لكن هولاكو رد عليه قائلا: «إذا وقفت على كتابي هذا فسارع برجالك وأموالك وفرسانك إلى طاعة سلطان الأرض شاهنشاه روي زمين، تأمن شره وتنل خيره... ولا تعوق رسلنا عندك كما عوقت رسلنا من قبل، فإمساك بمعروف أو تسريح بإحسان، وقد بلغنا أن تجار الشام وغيرهم انهزموا بأموالهم وحريمهم إلى مصر، فإن كانوا في الجبال نسفناها، وإن كانوا في الأرض خسفناها».
فزع الناصر يوسف من هذا الكلام وبعت حريمه على الكرك عند الملك المغيث عمر ولما عرف السوريين في دمشق الأخبار أصابهم الرعب وأسرعوا بالهرب إلى مصر ومات كثير من الناس بسبب قساوة البرد ومنهم من مات بسبب بطش قطاع الطرق. ولما عرف الناصر يوسف أن المغول سيهجم على سوريا بعث كمال الدين بن العديم على مصر بجواب يستنجد فيه بجيشها.
طلع هولاكو من بغداد وذهب إلى ديار بكر ومنها على آمد في طريقه لحلب. وفي السكة حاصر حران بالمجانيق واستولى عليها، وذهب جنود من جيشه نهر الفرات ونهبوا القرى. لما عرف أهل حلب أن الجيش المغولي سيأتي إليهم قرروا تركها فهربت أعداد منهم. فضل المغول الاقتراب من حلب ودخلوا في معارك مع الجنود السوريين الذين خرجوا يحاربوهم وقتل المغول منهم أعدادا كبيرة. مع تقدم الجيش المغولي زاد فزع الناصر يوسف وقرر أنه يقابل هولاكو بنفسه وذهب إلى «برزه»، وفي نفس الوقت بعث جواب للملك المغيث في الكرك ولقطز سلطان مصر يستنجد بهم.

## سقوط حلب
في دجنبر 1259 /محرم 658هـ وصل هولاكو لحلب. أمير حلب كان الملك المعظم تورانشاه ابن السلطان صلاح الدين الأيوبي. لما وصل المغول لأسوار حلب بعث هولاكو لتورانشاه يطلب منه تسليم المدينة فلما رفض حاصر المغول الأسوار واقتحموا المدينة بعد سبعة أيام وقتلوا أعدادا كبيرة من الحلبيين وأعطوا الحريم لزوجاتهم وسجنوا أولادهم ونهبوا أموالهم وممتلكاتهم. استمرت المجزرة خمسة أيام وملئت الأرض بجثتهم فبقوا المغول يمشوا فوق الجثث من كثرتها. لكن قلعة حلب لم تستسلم فحاصرها هولاكو لغاية ما استولى عليها في 25 يناير 1260 وخربها هي وكل أسوار حلب وجوامعها وبساتينها لدرجة أن المؤرخ بدر الدين العيني وصفها بأن شكلها صار مثل «الحمار الأجوف». سمح هولاكو لتورانشاه بالخروج من حلب من دون التعرض له لأنه كان كبير في السن لكن توفي بعد سقوط حلب بأيام.

## سقوط دمشق
بتاريخ 1 آذار 1260 سقطت دمشق بأيدي المغول بقيادة كتبغا خان الذي عينه هولاكو نائباً له عن الشام وكان حاكم دمشق الناصر يوسف الأيوبي قد هرب من المدينة لاجئاً إلى غزة وآثر أهل دمشق الاستسلام خوفاً من مصير مماثل لحلب التي ارتكب فيها المغول مجازر مروعة، فدخل المغول إلى المدينة دون قتال فيما عدا القلعة التي استمرت بالمقاومة في معركة غير متكافئة حتى سقطت تحت ضربات المنجنيق وتم إعدام كل حاميتها ورغم أن المغول أعاثوا فساداً في دمشق إلا أنها لم تتعرض للدمار الذي تعرضت له بغداد وحلب بعد سقوطهما بأيدي هولاكو آذن سقوط دمشق بنهاية الحكم الأيوبي في سوريا.
بعد ستة أشهر، في أيلول 1260، حررت دمشق من قبل المماليك الذين حققوا نصراً حاسماً على المغول في معركة عين جالوت.